# Union County (Iowa)
Das Union County ist ein County im US-amerikanischen Bundesstaat Iowa. Im Jahr 2020 hatte das County 12.138 Einwohner und eine Bevölkerungsdichte von 11 Einwohnern pro Quadratkilometer. Der Verwaltungssitz (County Seat) ist Creston.

## Geografie
Das County liegt im mittleren Südwesten von Iowa und hat eine Fläche von 1103 Quadratkilometern, wovon vier Quadratkilometer Wasserfläche sind. Es grenzt an folgende Nachbarcountys:
|               | Adair County Madison County |                |
| Adams County  |                             | Clarke County  |
| Taylor County | Ringgold County             | Decatur County |

## Geschichte
Das Union County wurde am 15. Januar 1851 gebildet. Zur Zeit der Bildung des Countys schwelte schon der Konflikt zwischen den Nord- und Südstaaten. Da die allgemeine Meinung zum Norden, also der Union, tendierte übernahm man den Begriff als Namen.

## Bevölkerung

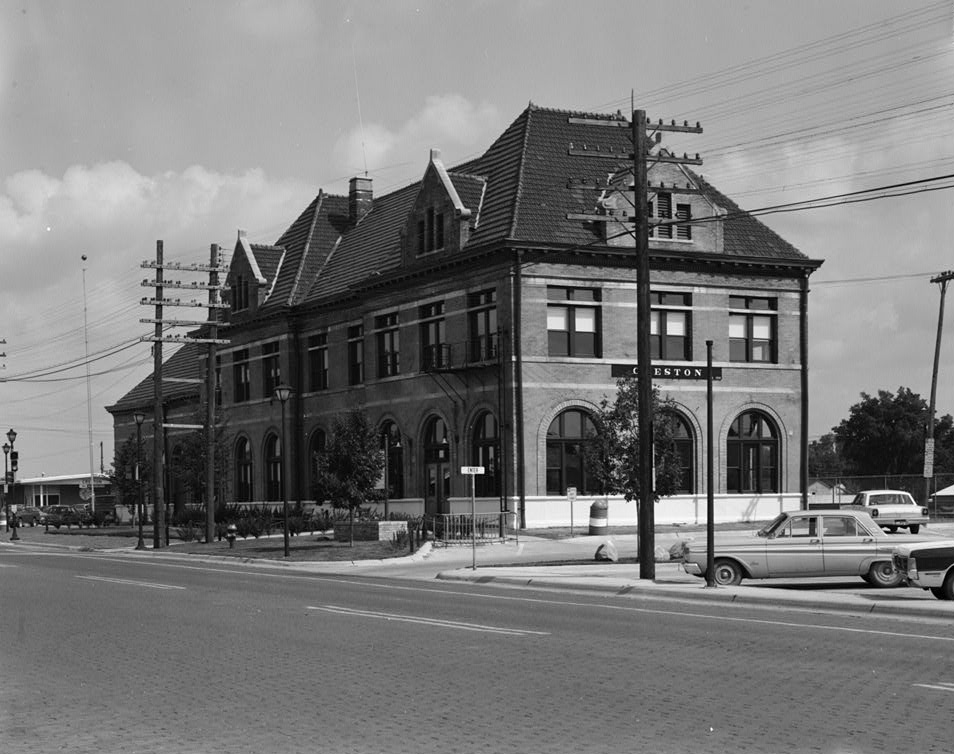
Creston Railroad Depot, seit 1973 im NRHP gelistet

Nach der Volkszählung im Jahr 2010 lebten im Union County 12.534 Menschen in 5326 Haushalten. Die Bevölkerungsdichte betrug 11,4 Einwohner pro Quadratkilometer. In den 5326 Haushalten lebten statistisch je 2,28 Personen.
Ethnisch betrachtet setzte sich die Bevölkerung zusammen aus 96,9 Prozent Weißen, 0,7 Prozent Afroamerikanern, 0,3 Prozent amerikanischen Ureinwohnern, 0,5 Prozent Asiaten sowie aus anderen ethnischen Gruppen; 1,0 Prozent stammten von zwei oder mehr Ethnien ab. Unabhängig von der ethnischen Zugehörigkeit waren 1,8 Prozent der Bevölkerung spanischer oder lateinamerikanischer Abstammung.
23,4 Prozent der Bevölkerung waren unter 18 Jahre alt, 58,5 Prozent waren zwischen 18 und 64 und 18,1 Prozent waren 65 Jahre oder älter. 51,3 Prozent der Bevölkerung war weiblich.

Das jährliche Durchschnittseinkommen eines Haushalts lag bei 40.879 USD. Das Prokopfeinkommen betrug 20.435 USD. 17,8 Prozent der Einwohner lebten unterhalb der Armutsgrenze.

## Ortschaften
Citys und Census-designated places (CDP):
| Ort           | Einwohner 2010 | Einwohner 2020 | Typ  |
| ------------- | -------------- | -------------- | ---- |
| Creston       | 7834           | 7536           | City |
| Afton         | 845            | 874            | City |
| Lorimor       | 360            | 386            | City |
| Cromwell      | 107            | 105            | City |
| Arispe        | 100            | 96             | City |
| Shannon City1 | 71             | 73             | City |
| Kent          | 61             | 37             | CDP  |
| Thayer        | 59             | 51             | City |

1 – teilweise im Ringgold County

Weitere, von der Volkszählung nicht separat erfasste Unincorporated Communities:
- Barney
- Kent
- Spaulding
- Talmage

## Gliederung
Das Union County ist in zwölf Townships eingeteilt:
| Township          | Einwohner (2010) | FIPS     |
| ----------------- | ---------------- | -------- |
| Dodge Township    | 209              | 19-91011 |
| Douglas Township  | 654              | 19-91065 |
| Grant Township    | 265              | 19-91713 |
| Highland Township | 284              | 19-91947 |
| Jones Township    | 262              | 19-92280 |
| Lincoln Township  | 336              | 19-92622 |

| Township            | Einwohner (2010) | FIPS     |
| ------------------- | ---------------- | -------- |
| New Hope Township   | 623              | 19-93084 |
| Platte Township     | 254              | 19-93351 |
| Pleasant Township   | 110              | 19-93378 |
| Sand Creek Township | 243              | 19-93753 |
| Spaulding Township  | 236              | 19-93954 |
| Union Township      | 1224             | 19-94272 |

Die Stadt Creston gehört keiner Township an.